# Amesiella philippinensis
Amesiella philippinensis, es una orquídea epífita originaria de Filipinas.

## Distribución y hábitat
Se distribuye en las Filipinas. En zonas de vegetación abundante y clima cálido húmedo. Se encuentra en las laderas boscosas como una planta epífita en el musgo que se encuentra en los árboles de sombra moderada, en alturas de 400 a 1400 m s. n. m. donde debe mantenerse uniformemente húmeda y con luz indirecta.

## Descripción
Son plantas pequeñas con grandes flores que prefieren el clima cálido. Es epifita con raíces carnosas y un tallo muy corto con varias hojas oblongo-elípticas, obtusas y anchas. Producen unas inflorescencias axilares de 4 cm de longitud con unas cinco flores blancas, de 3 a 4.5 cm de ancho, relativamente grandes en comparación con el resto de la planta, carnosas y fragantes. La floración se produce en invierno y primavera.

## Taxonomía
El género fue descrito por James Bateman y publicado en Botanical Museum Leaflets 23: 164. 1972.
Etimología
Amesiella: nombre genérico que está otorgado en honor de Oakes Ames, botánico estadounidense de 1900).
philippinensis: epíteto que se refiere a su origen de Filipinas.
sinonimia
- Angraecum philippinense (Ames 1907)[4]